# Vieska nad Žitavou
Vieska nad Žitavou (hongrois : Barskisfalud) est un village de Slovaquie situé dans la région de Nitra.

## Histoire
Première mention écrite du village en 1406.

## Démographie

### Évolution de la population
| Année:               | 1994. | 2004.    | 2014.   | 2024.   |
| -------------------- | ----- | -------- | ------- | ------- |
| Nombre de personnes: | 498   | 442      | 466     | 436     |
| Différence:          |       | -11,24 % | +5,42 % | -6,43 % |

| Année:               | 2023. | 2024.   |
| -------------------- | ----- | ------- |
| Nombre de personnes: | 452   | 436     |
| Différence:          |       | -3,53 % |